# Valahol a Volga mentén
A Valahol a Volga mentén dallama orosz népdal. Többféle magyar szövege van: Máma még nem ittunk semmit, Volgai hajósok dala.
A dallamhoz Dmitrij Szadovnyikov(ru) írt balladát Sztyepan Razin(ru) 17. századi kozák atamánról(en). A vers szerint Razin egy alkalommal társaival egy perzsiai zsákmányszerző úton fogságba ejtette a perzsa sah szépséges lányát. Hazafelé jövet a Volgán felfelé hajózott a kozákokkal és a zsákmánnyal, és mulatozás helyett minden idejét a lánnyal töltötte. A kozákok törvényei viszont az összeütközések elkerülése érdekében szigorúan tiltották, hogy lány legyen közöttük. Mikor ezt az atamán szemére hányták, ő felkapta a lányt, és a Volgába dobta azzal a felkiáltással, hogy a Volga úgysem kapott még méltó ajándékot a doni kozákoktól. Ezután a dermedt kozákok között vidám nótát rendelt a zenészektől. Erre az ajándékra utal az alábbi orosz versszak utolsó két sora.
Magyar feldolgozás:
| Szerző        | Mire           | Mű                                        |
| ------------- | -------------- | ----------------------------------------- |
| Ludvig József | tangóharmonika | Kicsiny falu, ott születtem én, 11. oldal |

## Kotta és dallam
| 2. Kis Mariska mi bajod van, arcod mért oly halovány? Napjaid oly lassan telnek, kicsi szíved fáj talán?   | 3. Emlékszem az első csókra, nem volt otthon az anyád, Azt az első édes csókot lopva-félve adtad át.  |
| 4. Besúgták a jó anyádnak szerelmünket oly korán És az anyád nagy haragja e szavakkal jött hozzám:         | 5. Nézze uram én a lányom játéknak nem nevelem, Vegye nőül, vagy kerülje, mert tovább nem tűrhetem.   |
| 6. Én azóta ritkán látlak, hogyha sírsz ablakodnál. Mért lettem én jogászlegény, te meg szegény kis leány? | 7. Szőke legény megy a partra, keresi a szép leányt. Ne keresd azt te bús ifjú, elnyelte a Volga már. |
| 8. Sírját nem jelzi már semmi csak egy árva vízcsapás... Valahol a Volga mentén minden árva és homály.     | |

Szadovnyikov versének egyik nálunk is ismert versszaka oroszul:
Волга, Волга, мать родная,

Волга, русская река,

Не видала ты подарка

От донского казака!
| Sztyenka Razin: |
|                 |

## Felvételek
- Máma még nem ittunk semmit. Gregor József  YouTube (2013. január 26.)  (Hozzáférés: 2016. augusztus 14.) (audió)
- Russian folk songs - 17. Stenka razin. Ivan Rebroff  YouTube (2010. március 2.)  (Hozzáférés: 2016. augusztus 14.) (audió)
- Volga dala. Nefelejts Együttes  YouTube (2013. április 17.)  (Hozzáférés: 2016. augusztus 14.) (audió)
- Valahol a Volga mentén - Somewhere along the Volga river. YouTube (2015. augusztus 28.)  (Hozzáférés: 2016. augusztus 14.) (videó)
- Valahol a Volga mentén. Sárossy Mihály  YouTube (2015. március 21.)  (Hozzáférés: 2016. augusztus 14.) (audió)
- Bányász múltidéző. Papp Attila  YouTube (2017. november 22.)  (Hozzáférés: 2017. december 28.) (videó)